# TV Monaco
TV Monaco (estilizado como TVMONACO) es un canal de televisión de servicio público de Mónaco, el cual fue lanzado el 1 de septiembre de 2023. Este canal se hace cargo de la comunicación internacional del principado, tras la salida de los estudios RMC de París en 2002 y la toma del 100% de TMC por el grupo TF1 en junio de 2016. Entre sus contenidos, transmitirá una variedad de programas, que incluyen noticias, programas de entrevistas y documentales, diseñados para mostrar y promover la cultura monegasca.

## Historia
Inicialmente llamado Monte-Carlo Riviera TV, originalmente se planeó su lanzamiento a finales de 2022. Sin embargo, se retrasó hasta el tercer trimestre de 2023. El 23 de marzo de 2023, se anunció un nuevo nombre y fecha de lanzamiento para el canal, de modo que la emisora se denominaría TV Monaco y se lanzaría oficialmente el 1 de septiembre de 2023. Asimismo, anunciaron planes para solicitar la membresía en la Unión Europea de Radiodifusión y, si esto sucede, podría suponer el regreso de Mónaco al Festival de la Canción de Eurovisión a corto plazo.
Por otro lado, el 18 de abril de 2023 se anunciaron nuevos detalles sobre el servicio. La programación estaría formada por noticias y deportes en directo con programación grabada para el resto del día. Dicho contenido consistiría inicialmente en programación sin guion, pero iría agregando programación con guion en el año o año y medio posterior al lanzamiento. También se haría hincapié en las preocupaciones ambientales y la vida salvaje en Mónaco. El canal estaría disponible tanto en plataformas lineales como digitales.
TV Monaco, que está financiada tanto por el Estado, a través de la publicidad, como de las ventas de los programas que produce, es miembro de TV5Monde, lo que permite que su contenido se emita en 200 países.
El canal anunció en las redes sociales el 17 de agosto de 2023 que la primera emisión sería el 1 de septiembre de 2023 a las 19:15 horas. La transmisión de apertura contó con la presencia del Príncipe Alberto II y la Princesa Charlene.
TV Monaco es miembro de Monaco Media Diffusion, la empresa de radiodifusión que representa a Mónaco en la Unión Europea de Radiodifusión.
En el marco de una reforma de la radiodifusión pública monegasca, el gobierno monegasco cerrará TV Monaco en septiembre de 2025 para abrir otro ente público.